# 鬼魅的大窗子
《鬼魅的大窗子》（英語：The Wide Window）是雷蒙尼·史尼奇作品《波特萊爾大遇險》系列的第三部小說。在這本書中，波特萊爾三姐弟被送去與新監護人約瑟芬姑媽（Aunt Josephine）住在一起。

## 情節概要
延續上集《可怕的爬蟲屋》的劇情，銀行家波先生將波特萊爾三姐弟（紫兒、克勞斯和桑妮）送給新監護人約瑟芬姑媽照顧。約瑟芬姑媽的家坐落於斷腸湖旁的山丘上，她是一位失去丈夫的寡婦，雖然心地善良，但卻非常神經質，對於許多事物有著莫名其妙的恐懼，包括門把手、冰箱、電話、熱水器以及房地產經紀人。她也非常愛好文法，時常在談話時糾正三姐弟和其他人犯的語法錯誤，她家中有個擺滿文法相關書籍的圖書室，該房間內有一個大窗子，可見到整個斷腸湖。
三姐弟在協助約瑟芬姑媽於村裡購物時，撞見一名自稱為「訕船長」（Captain Sham）的獨眼、獨腿水手，並認出對方就是歐拉夫伯爵。但歐拉夫伯爵狡猾地聲稱他的腿是被斷腸湖水蛭給吃掉的，騙取約瑟芬姑媽的信任。當晚三姐弟在家裡聽見一聲巨響發現大窗子已破，而約瑟芬姑媽留下一份遺書表示自己已自殺並且希望讓訕船長作為孩子們的新監護人。
三姐弟雖然懷疑遺書是歐拉夫伯爵偽造的，但還是被迫同波先生和訕船長共進晚餐。三姐弟設法離開餐廳回到姑媽家中，克勞斯破譯遺書中姑媽隱藏的訊息，即「冰沉霜地洞」（Curdled Cave）。隨即由於颱風來襲，約瑟芬姑媽的房子落入湖中，三姐弟及時逃出來。他們來到訕船長的店鋪開走一艘船渡過斷腸湖，並在冰沉霜地洞中找到躲起來的約瑟芬姑媽。三姐弟說服約瑟芬姑媽離開洞穴，在途中由於斷腸水蛭聞到約瑟芬姑媽之前吃過的食物的味道便群起攻擊船隻，紫兒設法發出求救信號卻引來歐拉夫伯爵偽裝的訕船長。訕船長將約瑟芬姑媽扔進斷腸水蛭所在的水域。
在碼頭旁的屋子，桑妮一口咬掉訕船長的木腿，向波先生揭穿歐拉夫伯爵的偽裝。歐拉夫伯爵與他的同夥不男不女的人將波先生和孩子們鎖在屋內，然後在等警察們到來時早已跑遠。波先生繼續帶著波特萊爾三姐弟尋找他們的新監護人。

## 改編作品
2004年的電影劇情改編自《波特萊爾大遇險》系列的前三本書，包含了《鬼魅的大窗子》的情節。
Netflix電視劇《波特萊爾的冒險》第一季的第五、六集改編自《鬼魅的大窗子》。

## 外部連結
- 鬼魅的大窗子 （页面存档备份，存于），雷蒙尼·史尼奇官網（英文）